# Semana Santa en Santomera
La Semana Santa de Santomera es la celebración anual de la pasión, muerte y resurrección de Jesucristo que se realiza anualmente en la localidad murciana de Santomera. Gran unión de tradición, cultura y fe.

## Orígenes

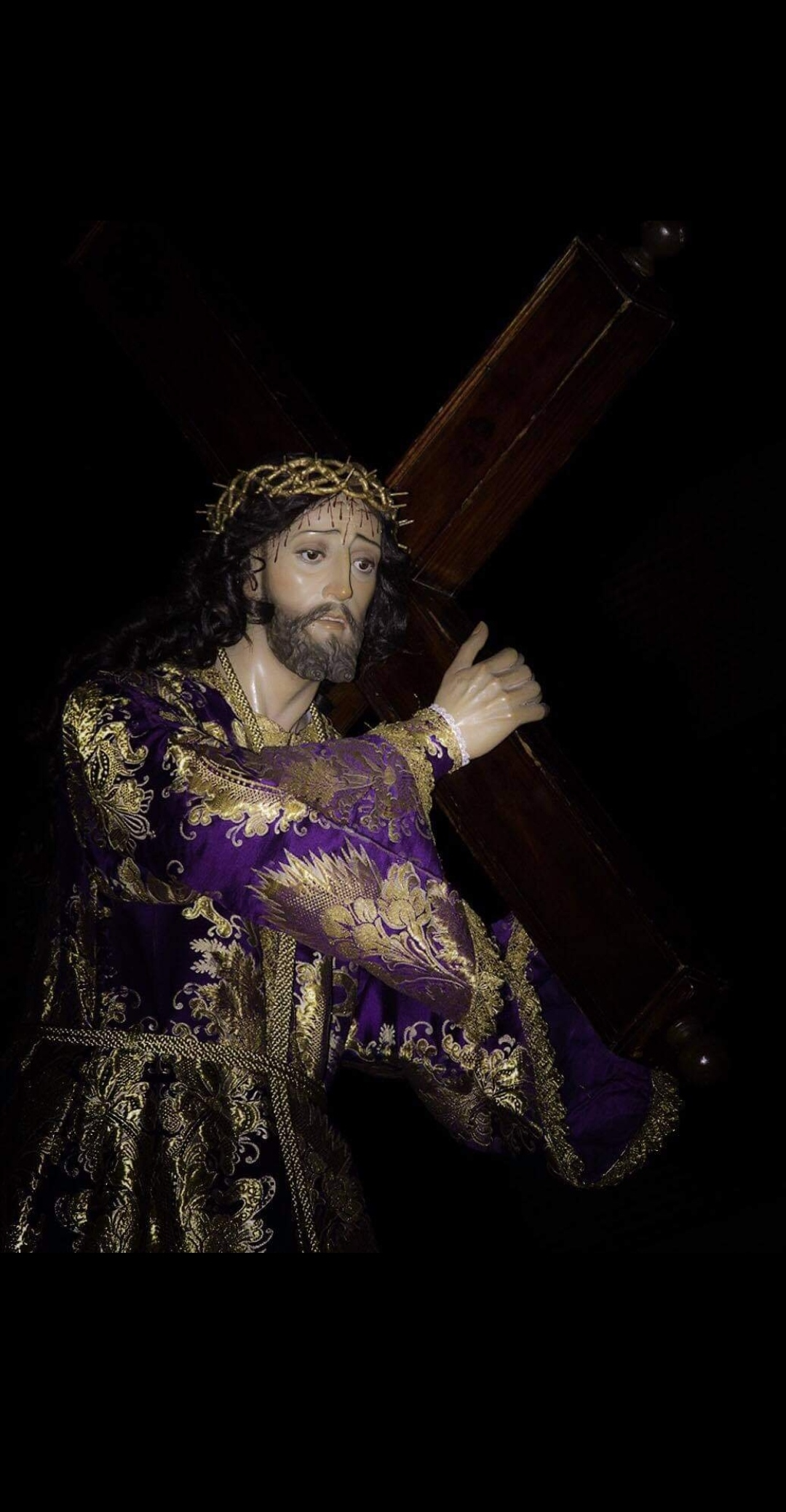
Nuestro Padre Jesús Nazareno

La Semana Santa de Santomera se remonta ya la época de la contrarreforma cuando empezaron a crearse en España cofradías de Semana Santa. En el siglo XVIII ya se empieza a desfilar con las imágenes del Cristo del Calvario, la Virgen de los Dolores y Nuestro Padre Jesús Nazareno. Ya en el siglo XIX se incorpora la imagen del Santo Sepulcro popularmente conocida como "la Cama". Durante la Guerra Civil la imaginería religiosa fue gravemente dañada, por lo que algunas imágenes tuvieron que ser reparadas. En la segunda mitad del siglo XX la tradición empieza a perderse hasta hace unos 50 años. En los últimos años han ido incorporándose nuevas esculturas. Una de las últimas es el Cristo Resucitado del año 2003 realizada por el escultor José Hernández Navarro, escultor que también ha realizado la más novedosa de nuestras obras: San Juan Evangelista (2016). Esta longeva Semana Santa no deja de crecer. Tradición, cultura y fe se aúnan en 3 días.

## Desarrollo

### Cuaresma
Los días previos al Domingo de Ramos se realizan varios actos. Todos los viernes de cuaresma se realiza un viacrucis con el Cristo del Calvario por las calles del pueblo. El primer viernes de marzo se realiza un besapiés al cristo del Rescate en la Ermita del Calvario. El sábado antes del Domingo de Ramos se realiza en la Iglesia el pregón de la Semana Santa y la entrega del premio al pregonero, al Nazareno de honor y al Cofrade Distinguido del año.

### Domingo de Ramos
En este día los vecinos de Santomera acuden con sus palmas o ramas de olivo hacia una de las plaza del pueblo, escogida cada año, donde se realiza la lectura de la Biblia y la bendición de las palmas. Posteriormente la comitiva, acompañada de los estandartes de las diferentes cofradías, se desplaza hacia la Iglesia donde se realiza la misa.

### Miércoles Santo
El Miércoles Santo se realiza la procesión de Nuestro Padre Jesús Nazareno con los siguientes pasos:
- Cristo del Rescate

- Nuestro Padre Jesús Nazareno

- Santa Mujer Verónica

- Cristo del Calvario

- La Piedad

- San Juan

- La virgen de los Dolores

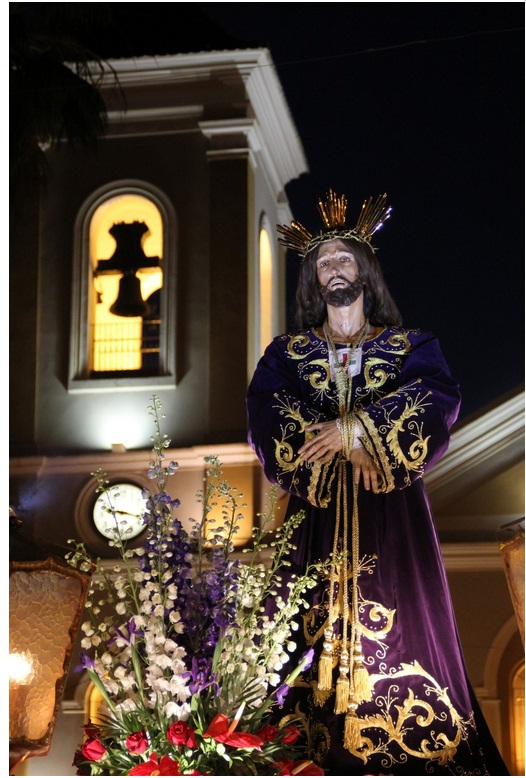
Cristo del Rescate

Esta procesión se trasladó a Jueves Santo desde hace unos años.

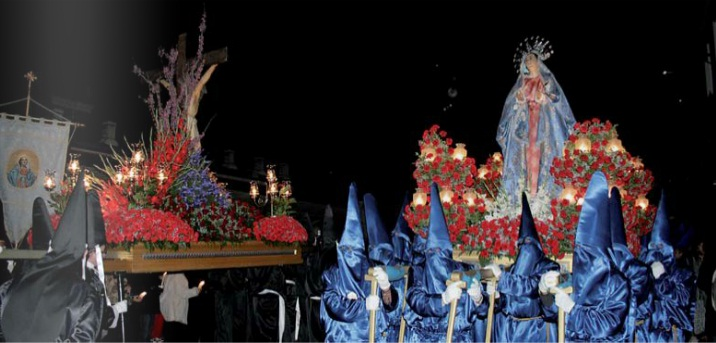
Encuentro del Cristo del Silencio y la Virgen de los Dolores

### Jueves Santo
En la tarde de Jueves Santo se realiza en la Iglesia parroquial la celebración de la Última Cena.
Este día se celebra la procesión del Silencio en la que desfilan el los siguientes pasos: 
- Cristo del Silencio

- Virgen de los Dolores

Esta procesión es la única en la que no se reparte caramelos. Los tambores del Santo Sepulcro son el único acompañamiento musical. A las 00:00 tiene lugar el Encuentro del Cristo del Silencio con la Virgen de los Dolores en la plaza de la Iglesia Parroquial.

Alrededor de las 23:00 horas se realiza la hora santa.

### Viernes Santo
El Viernes Santo por la mañana, la cofradía del Santo Sepulcro tiene por costumbre adornar el paso con sus tradicionales alhelíes blancos, cultivados con esmero durante todo el año y prepararlo para su posterior procesión.
A primera hora de la tarde tiene lugar la celebración de la pasión y muerte del Señor en la Iglesia parroquial.
Por la noche parte la procesión del Santo Entierro con los siguientes pasos:
- Cristo del Rescate
- Nuestro Padre Jesús Nazareno
- Santa Mujer Verónica
- Nuestro Padre Jesús de la caída
- Cristo del Silencio
- El Sudario
- Santo Sepulcro "La Cama"

- San Juan
- La Virgen de la Soledad

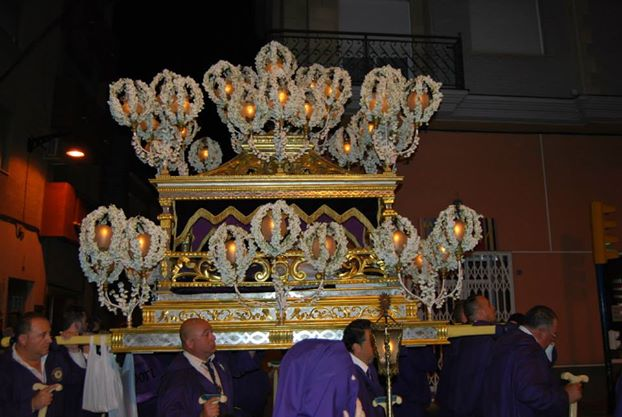
Santo Sepulcro "La Cama"

Al término de esta, es antigua costumbre el realizar un Vía Crucis ante la antigua casa de Don Claudio Ros. Este acto es llevado a cabo por la Cofradía del Santo Sepulcro.

### Sábado Santo
A las 23:00 horas tiene lugar la vigilia pascual en la Iglesia.

### Domingo de Resurrección
Este día se realiza la misa de Resurrección. Es el día más alegre de la Semana Santa de Santomera. Se realiza la procesión de la Resurrección del Señor con los siguientes pasos:
- Cruz Triunfal

- San Miguel

- María Magdalena

- Cristo Resucitado

- San Juan

- La Purísima

Desde hace unos años se realiza primero la misa a las 10:00 y la procesión a las 11:00

## Exposición
En el año 2009, el Cabildo Superior de Cofradías realizó una exposición para acercar a la gente esta festividad. Las diversas cofradías aportaron trajes, estandartes e incluso algunas imágenes. El trabajo para hacer crecer esta única Semana Santa aún no ha finalizado.
En la actualidad, la cofradía de Nuestro Padre Jesús de la caída dispone de una exposición permanente con obras de Semana Santa, situada en la Calle Villa Conchita, que permanece abierta todos los domingos de 12 a 14 excepto en los meses de julio, agosto y septiembre.